# سرجیو آراخو
سرجیو آراخو (به پرتغالی: Sérgio Araújo de Melo) هافبک اهل برزیل است که در شهر Timóteo و در تاریخ ۱۲ سپتامبر ۱۹۶۳ به دنیا آمده‌ است.
سرجیو آراخو در تیم‌های فوتبال اتلتیکو مینیرو سابقهٔ حضور دارد.